# البيتين (كحلان عفار)

تعديل مصدري - تعديل

البيتين هي إحدى قرى عزلة عزان بمديرية كحلان عفار التابعة لمحافظة حجة، بلغ تعداد سكانها 181 نسمة حسب تعداد اليمن لعام 2004.